# Juan Thornhill
Juan Thornhill (geboren am 19. Oktober 1995 in Altavista, Virginia) ist ein US-amerikanischer American-Football-Spieler auf der Position des Safeties. Er spielte College Football für die University of Virginia und steht seit 2025 bei den Pittsburgh Steelers in der National Football League (NFL) unter Vertrag. Mit den Kansas City Chiefs gewann Thornhill den Super Bowl LIV und den Super Bowl LVII.

## College
Thornhill besuchte die Highschool in seiner Heimatstadt Altavista, Virginia. Dort spielte er Basketball und Football als Quarterback und als Safety. Ab 2015 ging er auf die University of Virginia und spielte College Football für die Virginia Cavaliers. Bei den Cavaliers war er ab 2016 Stammspieler. In der Saison 2018 fing Thornhill sechs Interceptions und wurde in das All-Star-Team der Atlantic Coast Conference (ACC) gewählt.

## NFL
Thornhill wurde im NFL Draft 2019 in der zweiten Runde an 63. Stelle von den Kansas City Chiefs ausgewählt.
Da in der Offseason Eric Berry und Eric Murray die Chiefs verlassen hatten, war Thornhill neben Tyrann Mathieu von Beginn an Stammspieler. Er kam als Rookie in allen Spielen als Starter zum Einsatz und fing drei Interceptions. Am letzten Spieltag der Regular Season zog Thornhill sich einen Kreuzbandriss zu und fiel damit für die Play-offs aus. Er verpasste damit auch den Super Bowl LIV, den die Chiefs gewannen. In der Saison 2020 konnte Thornhill, auch beeinflusst durch die Verletzung aus der vorigen Spielzeit, seine Leistungen aus seiner Rookiesaison nicht wiederholen. Bis zum neunten Spieltag war er Stammspieler, anschließend verlor er seine Position als Starter an Daniel Sorensen und kam überwiegend als Ergänzungsspieler zum Einsatz. Thornhill zog mit den Chiefs in den Super Bowl LV ein, der gegen die Tampa Bay Buccaneers verloren ging. In die Spielzeit 2021 ging Thornhill zunächst weiterhin hinter Sorensen, gewann seine Position in der Stammformation aber nach unzureichenden Leistungen von Sorensen ab dem sechsten Spieltag wieder zurück. In der Saison 2022 stellte er mit 71 Tackles einen neuen Karrierehöchstwert auf und fing drei Interceptions. Er erreichte mit den Chiefs den Super Bowl LVII, in dem sie die Philadelphia Eagles mit 38:35 besiegten.
Im März 2023 unterschrieb Thornhill einen Dreijahresvertrag im Wert von 21 Millionen US-Dollar bei den Cleveland Browns. Er kam in zwei Jahren für Cleveland verletzungsbedingt nur in 22 Spielen zum Einsatz und verlor in der Saison 2024 Spielzeit an Ronnie Hickman. Im März 2025 wurde Thornhill von den Browns entlassen. Daraufhin unterschrieb er kurz nach seiner Entlassung einen Einjahresvertrag bei den Pittsburgh Steelers.

### NFL-Statistiken
| Saison                             | Saison | Spiele | Spiele      | Tackles | Tackles | Tackles | Tackles | Interceptions | Interceptions | Interceptions | Interceptions | Interceptions | Interceptions | Fumbles | Fumbles | Fumbles |
| Jahr                               | Team   | Spiele | als Starter | Gesamt  | Solo    | Ast     | Sacks   | PD            | INT           | Yds           | Lng           | TD            | FF            | FR      | Yds     |         |
| ---------------------------------- | ------ | ------ | ----------- | ------- | ------- | ------- | ------- | ------------- | ------------- | ------------- | ------------- | ------------- | ------------- | ------- | ------- | ------- |
| 2019                               | KC     | 16     | 16          | 58      | 42      | 16      | 0,0     | 5             | 3             | 46            | 46            | 1             | 0             | 0       | 0       |         |
| 2020                               | KC     | 16     | 8           | 41      | 33      | 8       | 0,0     | 3             | 1             | 20            | 20            | 0             | 0             | 0       | 0       |         |
| 2021                               | KC     | 17     | 12          | 64      | 43      | 21      | 0,0     | 3             | 1             | 13            | 13            | 0             | 1             | 1       | 0       |         |
| 2022                               | KC     | 16     | 16          | 71      | 43      | 28      | 1,0     | 9             | 3             | 0             | 0             | 0             | 0             | 0       | 0       |         |
| 2023                               | CLE    | 11     | 11          | 54      | 41      | 13      | 0,0     | 1             | 0             | 0             | 0             | 0             | 0             | 0       | 0       |         |
| 2024                               | CLE    | 11     | 11          | 49      | 31      | 18      | 0,0     | 3             | 0             | 0             | 0             | 0             | 0             | 0       | 0       |         |
| Gesamt                             | Gesamt | 87     | 74          | 337     | 233     | 104     | 1,0     | 24            | 8             | 79            | 46            | 1             | 1             | 1       | 0       |         |
| Quelle: pro-football-reference.com |        |        |             |         |         |         |         |               |               |               |               |               |               |         |         |         |